# Ciszowice
Ciszowice is een plaats in het Poolse district Miechowski, woiwodschap Klein-Polen. De plaats maakt deel uit van de gemeente Charsznica en telt 240 inwoners.